# Setmana Catalana de 1966
La Setmana Catalana de 1966, coneguda com a IV Challenge Drink, va ser la 4a edició de la Setmana Catalana de Ciclisme. Es disputà en 5 proves independents del 23 al 27 de març de 1966. El vencedor final fou José Manuel López Rodríguez de l'equip Fagor per davant d'Antonio Gómez del Moral i José Manuel Lasa Urquía.
La cursa continuava formant-se de 5 trofeus independents, i la classificació final també es decidí pels punts repartits, en lloc dels temps acumulats.
L'última prova, el Gran Premi Drink, es va dividir en dues parts pel Circuit de Montjuïc, una contrarellotge individual i una altra en ruta. La classificació final d'aquesta última prova servia per al repartiment de punts a la classificació general. Es va fer sumant els dos temps i va ser: José María Errandonea, Francisco Gabica i José Manuel López Rodríguez.

## Etapes
| Etapa | Data       | Ciutats d'etapa                       | km    | Vencedor de l'etapa               | Líder de la general               |
| ----- | ---------- | ------------------------------------- | ----- | --------------------------------- | --------------------------------- |
| 1a    | 23 de març | Barcelona – Viladecans                | 172,0 | José Manuel López Rodríguez (ESP) | José Manuel López Rodríguez (ESP) |
| 2a    | 24 de març | Barcelona – Manlleu                   | 127,0 | Manuel Martín Piñera (ESP)        | José Manuel López Rodríguez (ESP) |
| 3a    | 25 de març | Barcelona – Barcelona                 | 150,0 | Antonio Gómez del Moral (ESP)     | José Manuel López Rodríguez (ESP) |
| 4a    | 26 de març | Barcelona - Las Colinas (Olivella)    | 165,0 | Antonio Gómez del Moral (ESP)     | José Manuel López Rodríguez (ESP) |
| 5a A  | 27 de març | Circuit de Montjuïc (Barcelona) (CRI) | 4,0   | José María Errandonea (ESP)       | José Manuel López Rodríguez (ESP) |
| 5a B  | 27 de març | Circuit de Montjuïc (Barcelona)       | 46,8  | Lothar Claesges (RFA)             | José Manuel López Rodríguez (ESP) |

### 1a etapa (IV Trofeu Doctor Assalit)[1]
23-03-1966: Barcelona – Viladecans, 172,0 km.:
|   | Ciclista                          | Equip      | Temps      |
| - | --------------------------------- | ---------- | ---------- |
| 1 | José Manuel López Rodríguez (ESP) | Fagor      | 4h 54' 16" |
| 2 | José Manuel Lasa Urquía (ESP)     | Fagor      | +3' 36"    |
| 3 | Aurelio González Puente (ESP)     | Kas-Kaskol | +3' 37"    |

### 2a etapa (XXIXTrofeu Masferrer)[2]
24-03-1966: Barcelona – Manlleu, 127,0 km.:
|   | Ciclista                      | Equip      | Temps     |
| - | ----------------------------- | ---------- | --------- |
| 1 | Manuel Martín Piñera (ESP)    | Kas-Kaskol | 3h 33' 30 |
| 2 | Esteban Martín Jiménez (ESP)  | Fagor      | + 01"     |
| 3 | José Manuel Lasa Urquía (ESP) | Fagor      | + 06"     |

### 3a etapa (XXITrofeu Jaumendreu)[3]
25-03-1966: Barcelona – Barcelona, 150,0 km.:
|   | Ciclista                          | Equip      | Temps      |
| - | --------------------------------- | ---------- | ---------- |
| 1 | Antonio Gómez del Moral (ESP)     | Kas-Kaskol | 4h 25' 16" |
| 2 | José Antonio Momeñe (ESP)         | Kas-Kaskol | m. t.      |
| 3 | José Manuel López Rodríguez (ESP) | Fagor      | + 01"      |

### 4a etapa (XXXICampionat de Barcelona)[4]
26-03-1966: Barcelona - Las Colinas (Olivella), 165,0 km. :
|   | Ciclista                          | Equip      | Temps      |
| - | --------------------------------- | ---------- | ---------- |
| 1 | Antonio Gómez del Moral (ESP)     | Kas-Kaskol | 4h 44' 42" |
| 2 | José Manuel López Rodríguez (ESP) | Fagor      | m. t.      |
| 3 | José María Errandonea (ESP)       | Fagor      | + 1' 33"   |

### 5a etapa A (IV Gran Premi Drink)[5]
27-03-1965: Circuit de Montjuïc (Barcelona), 4,0 km. (CRI) :
|   | Ciclista                          | Equip      | Temps  |
| - | --------------------------------- | ---------- | ------ |
| 1 | José María Errandonea (ESP)       | Fagor      | 5' 08" |
| 2 | Francisco Gabica (ESP)            | Kas-Kaskol | + 10"  |
| 3 | José Manuel López Rodríguez (ESP) | Fagor      | + 11"  |

### 5a etapa B (IV Gran Premi Drink)[5]
27-03-1965: Circuit de Montjuïc (Barcelona), 46,8 km. :
|   | Ciclista                          | Equip              | Temps      |
| - | --------------------------------- | ------------------ | ---------- |
| 1 | Lothar Claesges (RFA)             | Ruberg-Continental | 1h 07' 32" |
| 2 | Juan María Uribezubia Velar (ESP) | Kas-Kaskol         | m. t.      |
| 3 | José Antonio Momeñe (ESP)         | Kas-Kaskol         | m. t.      |

## Classificació General
|    | Ciclista                             | Equip             | Punts |
| -- | ------------------------------------ | ----------------- | ----- |
| 1  | José Manuel López Rodríguez (ESP)    | Fagor             | 114   |
| 2  | Antonio Gómez del Moral (ESP)        | Kas-Kaskol        | 106   |
| 3  | José Manuel Lasa Urquía (ESP)        | Fagor             | 64    |
| 4  | José Antonio Momeñe (ESP)            | Kas-Kaskol        | 59,5  |
| 5  | Francisco Gabica (ESP)               | Kas-Kaskol        | 57    |
| 6  | José María Errandonea (ESP)          | Fagor             | 51    |
| 7  | Aurelio González Puente (ESP)        | Kas-Kaskol        | 50,5  |
| 8  | Jordi Mariné Tarés (ESP)             | Fagor             | 45    |
| 9  | João Henrique Roque dos Santos (POR) | Sporting-Gazcidla | 39,5  |
| 10 | Mariano Díaz Díaz (ESP)              | Fagor             | 39,5  |